# Умершие в сентябре 2013 года
Это список известных людей, соответствующих установленным критериям значимости (см. Википедия:Критерии значимости персоналий), умерших в сентябре 2013 года.
Причина смерти указывается лишь в исключительных случаях (убийство, самоубийство, гибель в результате военных действий, смертная казнь, ДТП или несчастные случаи). В остальных случаях — не указывается.

## 30 сентября
- Аскероглы, Адалат (57) - азербайджанский поэт, член союза писателей Азербайджана
- Бобялис, Казис (90) — литовский политический деятель, председатель Верховного комитета освобождения Литвы (1979—1992), кандидат на пост президента страны (2007)[1]
- Боуэр, Мервин (79) — австралийский фигурист, выступавший в парном катании.
- Вылчанов, Рангел (84) — болгарский актёр, режиссёр и сценарист, лауреат кинофестиваля в Карловых Варах (1962)[2][3].
- Любаев, Павел Кириллович (93) — заслуженный писатель Мордовской Автономной Советской Социалистической Республики.
- Мартынов, Алексей Николаевич (48) — воин-интернационалист (1985-1986), награждённый в течение трех месяцев медалью За отвагу и орденом Красной Звезды.
- Тельжанов, Мухамедханафия Тимирболатович (86) — советский и казахский живописец, народный художник СССР[4].
- Хохлов, Сергей Николаевич (86) — кубанский поэт, автор слов гимна Краснодара, к песне «Кубанские синие ночи» и др.[5].
- Черняков, Виктор Иванович (71) — директор феодосийской школы 12 , заслуженный учитель школы УССР[6].

## 29 сентября
- Агню, Гарольд (92) — американский физик, директор Лос-Аламосской национальной лаборатории (1970—1979)[7].
- Бирсан, Александр Семёнович (58) — начальник госохраны Украины (1992—2010), генерал-лейтенант[8].
- Гоенка, Шри Сатья Нарайян (89) — бирманский буддистский наставник[9].
- Исаков, Юрий Борисович (64) — советский прыгун, бронзовый призёр чемпионата Европы (1974) и многократный чемпион СССР в прыжках с шестом[10].
- Кастелл, Патриция (87) — аргентинская актриса[11][12].
- Кёрланд, Боб (88) — американский баскетболист, двукратный чемпион Олимпийских игр (1948, 1952)[13].
- Ной, Дов (92) — израильский фольклорист[14].
- Ямазаки, Тоёко (88) — японский писатель и сценарист[15][16].

## 28 сентября
- Мариатеги, Сандро (91) — премьер-министр и министр иностранных дел Перу (1984), председатель Сената (1982—1983)[17].
- Лаговский, Игорь Константинович (91) — главный редактор журнала «Наука и жизнь» (1981—2008)[18].
- Мена, Одланьер (87) — руководитель чилийской спецслужбы Национальный центр информации (1977—1980); самоубийство[19].
- Паров, Анатолий Васильевич (57) — советский футболист («Динамо» Москва), чемпион СССР (1976)[20].
- Ромишевский, Игорь Анатольевич (73) — советский хоккеист, двукратный олимпийский чемпион (1968, 1972), четырёхкратный чемпион мира (1968—1971), президент клуба «Золотая шайба» (2006—2013)[21].
- Шмидингер, Вальтер (80) — австрийский актёр («Хануссен», «Реквием»)[22][23].

## 27 сентября
- Блэк, Лорн — басист оригинального состава «GREAT WHITE»; рак[24].
- Карпати, Ференц (87) — венгерский политический и военный деятель, министр обороны (1985—1990)[25].
- Кравцев, Владимир Иванович (68) — заместитель генерального прокурора СССР, заместитель генерального прокурора Российской Федерации (1993—1994), основатель и первый председатель «Союза ветеранов следствия» (2007—2013)[26].
- Куртиз, Тунджел (77) — турецкий актёр («На краю рая»), лауреат Берлинского кинофестиваля («Серебряный медведь» за лучшую мужскую роль в фильме «Улыбка ягнёнка») (1986)[27][28].
- Кэлверт, Джон (102) — американский иллюзионист[29].
- Лайлс, А.К. (95) — американский продюсер[30][31].

## 26 сентября
- Блюхер, Василий Васильевич (85) — советский учёный и инженер, ректор Свердловского инженерно-педагогического института (1978—1985). Сын В. К. Блюхера[32].
- Бродёр, Дени (82) — канадский хоккейный вратарь, бронзовый призёр Олимпийских игр (1956), спортивный фотограф, отец Мартина Бродёра[33].
- Джумагулов, Эльмурза Биймурзаевич (91) — участник Великой Отечественной войны, танкист, Герой Советского Союза (1944)[34].
- Масмоуди, Мустафа (76) — тунисский политик, министр информации (1970—1980)[35].
- Потапов, Анатолий Иванович (78) — организатор советского здравоохранения и медицинской науки, министр здравоохранения РСФСР (1986—1990), академик РАМН[36].
- Саркисян, Сос Арташесович (83) — советский и армянский актёр театра и кино, народный артист СССР (1985)[37].
- Сарьян, Аракси Арцруниевна (76) — советский и армянский музыковед, заслуженный деятель искусств Армении[38].
- Утевский, Александр Семёнович (74) — российский хозяйственный деятель и бизнесмен, глава УК «Севзаппром» и Сясьского целлюлозно-бумажного комбината[39].
- Шидловская, Римма (21) — призёр первенств России по велоспорту, ДТП[40].

## 25 сентября
- Брыкин, Борис Владимирович (77) — советский футболист, лучший бомбардир команды «Динамо» (Барнаул) (168 голов), изображён на гербе команды. Его именем назван символический клуб бомбардиров Сибири и Дальнего Востока[41].
- Ойдупаа, Владимир (64) — тувинский исполнитель хоомея[42].
- Пиппиг, Свен (50) — немецкий актёр[43][44].
- Пономарёв, Леонид Алексеевич (73) — главный хормейстер Волгоградского музыкального театра, заслуженный артист России[45].
- Стоклицкая, Татьяна Львовна (75) — старейший преподаватель Центральной музыкальной школы при Московской государственной консерватории, автор пособий по теоретическим музыкальным дисциплинам; убита[46][47].
- Шапиев, Мухтар (Магомедмухтар) Рамазанович (50) — судья Верховного суда Дагестана; погиб в результате покушения[48][49].

## 24 сентября
- Зингер, Виктор Александрович (71) — советский хоккеист (вратарь), Олимпийский чемпион (1968), пятикратный чемпион мира и Европы, трёхкратный чемпион СССР в составе ХК «Спартак»[50].
- Ишемгулов, Марат Баязитович (65) — российский государственный деятель, глава администрации Аургазинского района Башкортостана[51].
- Карвасарский, Борис Дмитриевич (82) — российский психиатр и психотерапевт, руководитель отделения неврозов и психотерапии института им. В. М. Бехтерева, главный психотерапевт Министерства здравоохранения РФ[52].
- Коренюгин, Владимир Иванович (60) — секретарь Николаевского городского совета (2010—2013), и. о. мэра Николаева (2013)[53].
- Крапива, Валентин Владимирович — одесский писатель-сатирик, режиссёр, сценарист, игрок КВН 1960-х годов[54].
- Нурмагамбетов, Сагадат Кожахметович (89) — первый министр обороны Республики Казахстан (1992—1995), Герой Советского Союза (1945), Народный Герой Казахстана (1994)[55].
- Репин, Юрий Михайлович (87) — профессор Санкт-Петербургского НИИ фтизиопульмонологии, ведущий специалист в области хирургического лечения туберкулёза лёгких, заслуженный врач РФ[56].
- Смит, Фергюсон (97) — английский контрразведчик, раскрывший Конана Молодого (Гордона Лонсдейла) и Джорджа Блейка. (О смерти стало известно в этот день)[57].
- Трубецкой, Виталий Вадимович (43) — российский тележурналист (НТВ, «Россия»); сердечная недостаточность[58].
- Черешнев, Игорь Александрович (65) — российский биолог, председатель Северо-Восточного научного центра ДВО РАН, директор института биологических проблем Севера, член-корреспондент РАН[59].
- Фейлман, Маргарет (92) — австралийский архитектор.
- Шмигелювна, Тереса (83) — польская актриса[60].

## 23 сентября
- Карасон, Пол (62) — человек с синей кожей, известный в США как «папа Смурф»[61].
- Кириллов, Геннадий Алексеевич (80) — советский и российский физик, первый директор института лазерно-физических исследований и заместитель научного руководителя РФЯЦ-ВНИИЭФ[62].
- Коннелл, Джейн (87) — американская актриса[63][64]..
- Марков, Александр Владимирович (60) — советский и российский актёр[65].
- Маркович, Влатко (76) — югославский футболист, югославский и хорватский тренер, глава Хорватского футбольного союза (1999, 2005, 2006—2012)[66].
- Никишенков, Алексей Алексеевич (64) — российский этнолог, доктор исторических наук, профессор, заведующий кафедрой этнологии МГУ им. М. В. Ломоносова (2006—2013)[67].
- Рамуш Роза, Антониу (88) — португальский поэт[68].
- Свачян, Шаан (87) — викарий Константинопольского Армянского Патриархата, архиепископ[69].
- Хобкрофт, Рекс(88) — австралийский пианист, композитор и дирижёр, сооснователь Сиднейского международного конкурса пианистов[70].
- Чепе, Оскар (72) — кубинский экономист и оппозиционер[71].
- Шозда, Станислав (62) — польский велогонщик, двукратный серебряный призёр летних Олимпийских игр — в Мюнхене (1972) и в Монреале (1976) в шоссейной командной гонке на 100 км, двукратный чемпион мира (1973, 1975)[72].

## 22 сентября
- Абдель Хамид Сарадж (87—88) — председатель Исполнительного Совета Северной Территории Объединённой Арабской Республики (премьер-министр Сирии) (1960—1961)[73].
- Абу Абадлла аль-Либи (?) — лидер сирийской ячейки организации «Исламское государство Ирака и Леванта»; убит[74].
- Александрова, Людмила Кирилловна (59) — исполнительный директор Союза музеев России (2001—2013)[75].
- Винченцони, Лучано (87) — итальянский сценарист («На несколько долларов больше», «Хороший, плохой, злой»)[76].
- Квитка, Валерий Филиппович (74) — актёр Российского государственного академического театра драмы имени Фёдора Волкова, снимался в кино[77].
- Кох, Кристофер (81) — австралийский писатель и сценарист («Год опасной жизни»)[78].
- Мутис, Альваро (90) — колумбийский поэт и прозаик, лауреат Нейштадтской литературной премии (2002)[79].
- Ованесов, Виталий Сергеевич (73) — советский и российский актёр театра и кино, мастер дубляжа[80]
- Пугачёв, Анатолий Георгиевич (84) — советский и российский уролог, основоположник детской урологии, доктор медицинских наук[81].
- Хьюбел, Дэвид (87) — американский нейрофизиолог канадского происхождения, лауреат Нобелевской премии по физиологии и медицине (1981)[82].

## 21 сентября
- Авунор, Кофи (78) — ганский поэт и писатель; убит террористами в торговом центре Найроби[83][84].
- Бро, Мишель (85) — канадский режиссёр, лауреат Каннского кинофестиваля (1975)[85].
- Вальман, Вальтер (80) — немецкий политик, министр по охране окружающей среды, охраны природы и ядерной безопасности ФРГ (1986—1987)[86].
- Влад, Роман (93) — итальянский композитор румынского происхождения[87].
- Исида, Таро (69) — японский актёр[88][89].
- Логутенко, Валерия Константиновна (74) — старейшая актриса театра «Колесо» (Тольятти)[90].
- Наволочкин, Николай Дмитриевич (90) — советский и российский дальневосточный писатель[91].
- Солан, Петер (84) — словацкий режиссёр, лауреат Международного кинофестиваля Art Film Fest (1994)[92].
- Тасисто, Елена (65) — аргентинская актриса[93][94]
- Шейхмагомедов, Заур (45) — лидер Каспийской диверсионно-террористической группировки дагестанского бандподполья; убит[95].

## 20 сентября
- Актуна, Эрджан (73) — турецкий футболист, игрок сборной страны (1964—1971)[96].
- Завалин, Владимир Николаевич (56) — российский политик, министр национальной политики Удмуртии (2001—2013)[97].
- Зыбало, Алексей Валерьевич — украинский регбист, игрок команды «Кредо-1963», чемпион страны; убийство (застрелен)[98][99].
- Кэссиди, Кэролин (90) — американская писательница, жена Нила Кэссиди[100].

## 19 сентября
- Амиду (78) — марокканский актёр, лауреат Каирского международного кинофестиваля (2005)[101][102].
- Зербо, Сайе (81) — государственный и военный деятель Верхней Вольты (ныне Буркина-Фасо), президент и премьер-министр (1980—1982)[103].
- Кови, Джой (50) — финансовый директор интернет-компании Amazon, ДТП[104].
- Мюрен, Герри (67) — нидерландский футболист, трёхкратный обладатель Кубка чемпионов, Суперкубка Европы и Межконтинентального кубка в составе «Аякса»[105].
- Сиранчук, Симеон Иосифович (92) — заслуженный протоиерей РПЦ, настоятель храма Рождества Пресвятой Богородицы во Владыкине, старейший клирик города Москвы[106].
- Ханчин, Всеволод Аронович (76) — советский и российский яхтсмен и организатор парусного спорта, неоднократный победитель российских, всесоюзных и международных регат, создатель и первый президент Ассоциации парусных катамаранов, президент самарского Центра-музея Высоцкого[107].
- Ямаути, Хироси (85) — японский бизнесмен, президент компании «Nintendo» (1949—2002)[108].

## 18 сентября
- Атанесов, Рудольф Леонович (73) — джазовый музыкант, дирижёр, композитор, педагог (Невинномысск, Ставропольский край)[109].
- Лаборьель, Джонни (71) — мексиканский рок-певец; рак[110].
- Лавицкий, Геннадий Михайлович (71) — председатель КГБ Белоруссии (1994), посол в Израиле (1995—2004)[111].
- Лоу, Доналд (68) — канадский микробиолог[112].
- Луазо, Доминик (64) — французский и швейцарский часовщик, автор самых сложных ручных часов за всю историю Blancpain 1735[113].
- Нортон, Кен (70) — американский боксёр-профессионал, чемпион мира в тяжёлом весе[114].
- Отто, Лиза (93) — немецкая оперная певица[115].
- Рабинович, Вадим Львович (78) — российский философ, переводчик и культуролог[116].
- Райх-Раницкий, Марсель (93) — немецкий литературный критик и публицист[117].
- Сарафьян, Ричард (83) — американский режиссёр («Исчезающая точка»)[118].
- Черненко, Дмитрий Павлович (85) — казахстанский спортивный деятель, администратор футбольной команды «Кайрат» (Алма-Ата)[119].

## 17 сентября
- Аксёнова, Елена Александровна (54) — актриса театра Около дома Станиславского, снималась в кино[120].
- Гидлунд, Кристиан (29) — шведский музыкант («Sugarplum Fairy»), журналист и писатель[121].
- Никитин, Игорь Борисович (47) — российский хоккеист, капитан ХК «Лада» (Тольятти), чемпион России (1994), серебряный и бронзовый призёр чемпионата СССР[122].
- Нунан, Майкл (78) — ирландский политик, министр обороны (1987—1989)[123].
- Рейнуотер, Марвин (88) — американский музыкант, певец и автор песен[124].
- Тойода, Эйдзи (100) — японский бизнесмен, президент (1967—1981) и председатель (1981—1994) компании «Toyota»[125].
- Яннатос, Михалис (72) — греческий актёр[126].

## 16 сентября
- Берг, Филипп (86) — американский раввин, руководитель Центра изучения Каббалы[127].
- Громова, Серафима Андреевна (90) — начальник сборочного цеха завода «Микрон» (Зеленоград), Герой Социалистического Труда[128].
- Дзантелли, Паоло (48) — итальянский гонщик на катерах, двукратный чемпион Европы, 10-кратный чемпион Италии; несчастный случай во время гонки[129].
- Диас Торрес, Даниэль (64) — кубинский режиссёр и сценарист, лауреат Берлинского кинофестиваля (1991)[130][131].
- Досжан, Дукенбай (71) — казахский писатель, лауреат Государственной премии Республики Казахстан и Национальной премии имени М. Ауэзова[132].
- Ломакс, Джеки (69) — британский певец, автор песен и гитарист[133]
- Лопаткин, Николай Алексеевич (89) — советский и российский уролог и нефролог, основатель и первый руководитель (1978—2007) Научно-исследовательского института урологии, академик АМН СССР, Герой Социалистического Труда[134].
- Чин Пен (88) — политический деятель Малайзии, глава Антияпонской армии народов Малайи в годы Второй мировой войны, лидер Коммунистической партии Малайи (1947—?)[135].

## 15 сентября
- Боровский, Борис Иосифович (83) — советский и украинский актёр театра и кино[136].
- Камара, Хасан Муса (90) — гамбийский политик, вице-президент Гамбии (1972—1982), министр иностранных дел (1967—1974)[137].
- Лигерс, Робертс (82) — советский и латвийский актёр театра и кино[138].
- Морли, Питер (84) — президент английского футбольного клуба «Кристал Пэлас»[139].

## 14 сентября
- Аль-Баз, Усама (83) — египетский политик и дипломат, который с Бутросом Бутрос-Гали налаживал отношения Египта и Израиля[140].
- Афанаскина, Маргарита Сергеевна (30) — российская лётчица, чемпионка Европы по вертолётному спорту (2013); авиакатастрофа[141].
- Белый, Максим Иванович (24) — украинский футболист, полузащитник клуба «Заря» (Луганск)[142].
- ван дер Вел, Аренд (80) — нидерландский футболист «Аякс»[143].
- Гарасино, Хосе (49) — испанский продюсер, генеральный директор Академии кинематографических искусств и наук Испании (2011—2013)[144].
- Лич, Фейт (72) — австралийская пловчиха, чемпион летних Олимпийских игр в Мельбурне (1956) в эстафете 4×100 метров вольным стилем и бронзовый призёр на дистанции 100 метров вольным стилем[145].
- Медведев, Сергей Григорьевич (37) — начальник организационно-административного управления Федерального агентства лесного хозяйства; авиакатастрофа[146].
- Юрченков, Пётр Петрович (62) — советский и белорусский актёр театра и кино, заслуженный артист Республики Беларусь[147].
- Яковлев, Григорий Георгиевич (86) — советский работник речного флота (Советского Дунайского речного пароходства), Герой Социалистического Труда.

## 13 сентября
- Брэдфорд, Джеймс (84) — американский тяжелоатлет, двукратный серебряный призёр Олимпийских игр (1952, 1960)[148].
- Гушикен, Луис (63) — бразильский политик, министр коммуникаций (2003—2005)[149].
- Мефодий (Петровцы) (71) — епископ РПЦ, епископ Хустский и Виноградовский (1994—1998)[150].
- Михальченко, Валерий Васильевич (72) — художественный руководитель Камерного хора Челябинской государственной филармонии, преподаватель Челябинского института музыки и Челябинской академии культуры и искусств, народный артист РФ (2007)[151].
- Новиков, Николай Степанович (80) — российский псковский писатель[152].
- Санчес, Салустиано (112) — старейший на день смерти верифицированный мужчина Земли[153].
- Уэбстер, Пэтти (49) — американская писательница и публицистка[154].
- Херман, Джимми (72) — канадский актёр[155][156].

## 12 сентября
- Вэлло, Юрий (Юрий Кылевич Айваседа) (65) — российский ненецкий писатель и поэт[157].
- Долби, Рэй (80) — американский инженер и изобретатель, один из изобретателей видеомагнитофона и изобретатель Dolby NR и объёмного звука, основатель фирмы «Dolby Laboratories»; болезнь Альцгеймера, лейкемия[158].
- Зандер, Отто (72) — немецкий актёр[159].
- Киструга, Зинаида Николаевна (58) — член Центрального комитета Партии коммунистов Республики Молдова, депутат молдавского парламента от этой партии, видный партийный и общественный деятель Республики Молдова[160].
- Лёст, Эрих (87) — немецкий писатель; самоубийство[161].
- Потехин, Сергей Геннадьевич (?) — директор и главный конструктор калужского филиала НПО им. Лавочкина (1998—2013), академик Российской академии космонавтики им. К. Э. Циолковского[162].
- Хаммами, Омар (Абу Мансур аль-Амрики) (29) — американский исламистский террорист[163].

## 11 сентября
- Берман, Маршалл (73) — американский философ[164].
- Бун, Фернан (79) — бельгийский футбольный голкипер, («Брюгге»), Футболист года в Бельгии (1967)[165].
- Жаккар, Альбер (87) — французский генетик[166].
- Конюхов, Василий Иванович (83) — российский музейный работник, директор музея-заповедника «Петергоф», музея-памятника «Спас-на-Крови»[167].
- Мезенцев, Александр Фёдорович (64) — глава города Байконур (2002—2013)[168].
- Наумова, Прасковья Павловна (86) — доярка экспериментального хозяйства Забайкальского НИИСХ, Герой Социалистического Труда (1971)[169].
- Санья, Саян (60) — таиландский певец[170].
- Сибилева, Зинаида Ивановна (73) — актриса Азербайджанского государственного русского драматического театра имени Самеда Вургуна, заслуженная артистка Азербайджана[171].
- Фонтана, Джимми (78) — итальянский композитор, певец и актёр[172].

## 10 сентября
- Босенко, Валерий Иванович (65) — киновед, составитель сборника Булата Окуджавы «Капли Датского короля»[173].
- Гурич, Дьёрдь (84) — венгерский борец, бронзовый призёр летних Олимпийских игр в Хельсинки (1952) по вольной борьбе, чемпион мира по греко-римской борьбе (1961)[174].
- Махус, Ибрагим (88) — министр иностранных дел Сирии (1965 и 1966—1968)[175].
- Москович, София (62) — израильский режиссёр российского происхождения, создательница театральной школы[176].
- Немец, Йозеф (79) — чешский боксёр, бронзовый призёр летних Олимпийских игр в Риме (1960), чемпион Европы (1963)[177].
- Ни Моянь (79) — китайский учёный-литературовед, исследователь творчества Лу Синя[178].
- Симонова, Ольга Алексеевна (74) — актриса, директор Кировского театра на Спасской, народная артистка РСФСР[179].
- Скоу, Глен (82) — канадский хоккеист («Детройт Ред Уингз»), трёхкратный обладатель Кубка Стэнли (1952, 1954, 1955)[180].
- Шёберг, Челль (76) — шведский лыжник, бронзовый призёр чемпионата мира по прыжкам с трамплина (1966)[181].

## 9 сентября
- Бевилакуа, Альберто (79) — итальянский писатель и режиссёр[182].
- Жебрюнас, Арунас Пранович (83) — литовский кинорежиссёр («Маленький принц», «Приключения Калле-сыщика» и др.)[183].
- Изгагин, Борис Георгиевич (94) — авиастроитель, почётный житель Перми, Герой Социалистического Труда (1976)[184].
- Ройфе, Александр Михайлович (46) — российский литературный критик, библиограф, переводчик[185].
- Фицджеральд, Сьюзен (64) — ирландская актриса[186].

## 8 сентября
- Вишернёв, Дмитрий Валерьевич (36) — российский дипломат; убит в Абхазии[187].
- Горяев, Сергей Витальевич (55) — художник и архитектор, народный художник России, академик Российской Академии художеств[188].
- Жоредье, Леопольд (66) — вице-президент правительства Новой Каледонии (1999—2001)[189].
- Кушеков, Унайбай Кушекович (88) — казахский советский партийный и государственный деятель, председатель Гурьевского облисполкома (1970—1977), первый секретарь Гурьевского областного комитета КП Казахстана (1977—1985)[190] Архивная копия от 19 октября 2013 на Wayback Machine.
- Плачинда, Сергей Петрович (85) — украинский писатель, публицист и критик[191].
- Постников, Дмитрий Васильевич — советский учёный-геолог, кандидат геолого-минералогических наук.

## 7 сентября
- Бартлетт, Альберт (90) — американский физик[192].
- Бити, Зелмо (73) — американский баскетболист[193].
- Блинова, Майя Ильинична (87) — советская актриса театра и кино[194].
- Бхандари, Ромеш (85) — индийский политик, губернатор Трипуры (1993—1995), губернатор Гоа (1995—1996), губернатор Уттар-Прадеша (1996—1998)[195] Архивная копия от 11 сентября 2013 на Wayback Machine.
- Гурник, Илья (90) — чешский композитор и эссеист[196].
- Кац, Фред (Fred Katz, 94) — американский джазовый виолончелист и композитор, пионер использования виолончели в джазовой музыке[197].
- Кондучалова, Кулийпа (93) — киргизский политик, министр иностранных дел и министр культуры Киргизской ССР (1958—1980)[198].
- Плетников, Юрий Константинович (87) — советский и российский философ, специалист по социальной философии.
- Стубра, Арвидас (54) — литовский фотохудожник[199].
- Титтель, Томас (37) — немецкий триатлонист, серебряный призёр чемпионата Европы (2009)[200].
- Франк, Вольфганг (62) — немецкий футболист и тренер; рак[201].
- Шпилар, Марек (38) — словацкий футболист («Кошице», «Брюгге»); самоубийство [21].

## 6 сентября
- Баррера Вальверде, Альфонсо (84) — министр иностранных дел Эквадора (1980—1981)[202].
- Криспин, Энн Кэрол (63) — американская писательница-фантаст[203].

## 5 сентября
- Ващенко, Владимир Никифорович (91) — заместитель начальника Главного управления Генерального штаба Вооружённых Сил СССР (1975—1987), вице-адмирал в отставке[204].
- Велис, Мирейя (98) — чилийская актриса, режиссёр и драматург[205].
- Гарсиа Рейес, Рубен — уругвайский актёр[206].
- Гопанчук, Леонид Авакумович (58) — заслуженный художник Украины[источник не указан 4352 дня].
- Миш, Рохус (96) — военнослужащий команды сопровождения Адольфа Гитлера, обершарфюрер СС. Последний живой свидетель самоубийства Гитлера и событий происходивших в Фюрербункере в 1945 году[207].
- Пучков, Николай Георгиевич (74) — советский и российский кинооператор, лауреат Государственной премии СССР (1983)[208].
- Хеновес, Сантьяго[исп.] (89) — испанский и мексиканский антрополог, исследователь проблем насилия[209].
- Урбина, Алексис (17) — чемпион США по боксу среди юниоров; убийство[210].

## 4 сентября
- Баженова, Александра Ивановна (66) — российская саратовская писательница; несчастный случай[211].
- Банерджи, Сушмита (49) — индийско-афганская писательница; убийство[212].
- Биверси, Фердинанд (79) — немецкий международный футбольный судья[213][214].
- Гришанков, Вениамин Алексеевич (?) — заместитель командующего ракетными войсками и артиллерией Сухопутных войск по политической части, генерал-лейтенант в отставке[215].
- Нумех, Мохаммад Али (27) — сирийский тхэквондист, чемпион страны; погиб в результате ракетного обстрела[216].
- Раймакерс, Дик (83) — нидерландский композитор[217].
- Степашкин, Станислав Иванович (73) — советский боксёр, олимпийский чемпион (1964), чемпион Европы и СССР, один из первых судей по профессиональному боксу в СССР[218].
- Щеповских, Анатолий Иванович (68) — министр экологии Республики Татарстан (1993—2001), советник главы Нижнекамского муниципального района Татарстана[219].

## 3 сентября
- Афоничев, Владимир Сергеевич (64) — заслуженный тренер РСФСР по баскетболу.[220]
- Ефимов, Мирон Ефимович (98) — лётчик-штурмовик Великой Отечественной войны, Герой Советского Союза (1942)[221].
- Кастро, Ариэль (53) — американский преступник, похитивший и насильно удерживавший в течение 10 лет в заточении трёх женщин («Кливлендский маньяк»); самоубийство[222].
- Ларрас, Хосе Рамон (84) — испанский режиссёр и сценарист[223].
- Мейнек, Дон (82) — американский баскетболист[224].
- Невежин, Павел Петрович (89) — участник Великой Отечественной войны, полный кавалер ордена Славы[225].
- Невмытый, Владимир Ильич (59) — член правления Национального союза журналистов Украины, заместитель генерального директора Одесской облтелерадиокомпании — глава областного радио[226].
- Попов, Иван Александрович (53) — кинорежиссёр и сценарист («Котёнок», «Превращение»)[227].

## 2 сентября
- Ананян, Левон Захарович (66) — армянский писатель, публицист, председатель Союза писателей Армении[228].
- Бенгиги, Валери (47) — французская актриса; рак молочной железы[229].
- Ермаков, Александр Гелиодорович (62) — главный редактор газет «Молодой коммунар» и «Тульские известия»[230] Архивная копия от 22 октября 2013 на Wayback Machine.
- Коуз, Рональд (102) — американский экономист, лауреат Нобелевской премии по экономике (1991)[231].
- Кравцов, Тарас Сергеевич (90) — украинский учёный-музыковед и композитор[232].
- Лисицын, Юрий Павлович (85) — гигиенист, академик РАМН[233].
- Марои, Макото (82) — японский композитор[234].
- Пол, Фредерик (93) — американский писатель-фантаст[235].
- Скун, Пол (78) — генерал-губернатор Гренады (1978—1992)[236].
- Соколов, Борис Сергеевич (99) — палеонтолог, академик РАН, Герой Социалистического Труда (1984)[237].
- Шилов, Сергей Евгеньевич (44) — белорусский и российский философ; инсульт[238].

## 1 сентября
- Бондаренко, Михаил Фёдорович (68) — ректор Харьковского национального университета радиоэлектроники, член-корреспондент Национальной академии наук Украины[239].
- Бузиков, Андрей Николаевич (44) — актёр Казахстанского государственного академического русского театра драмы имени М. Ю. Лермонтова[240].
- Бушич, Звонко (67) — хорватский националист, ответственный за угон самолёта в сентябре 1976 года, самоубийство[241].
- Диванян, Армен Михайлович (55) — армянский композитор, руководитель детского ансамбля «Аревнер»[242].
- Кулик, Юрий Владимирович (61) — белорусский театральный режиссёр и драматург, директор Белорусского республиканского театра юного зрителя[243].
- Моррисон, Томми (44) — американский профессиональный боксёр, чемпион мира (1993)[244].
- Петухова, Наталья Васильевна (96) — советская легкоатлетка, спринтер, неоднократный победитель и призёр первенств СССР по лёгкой атлетике, заслуженный мастер спорта, заслуженный тренер РСФСР, старейший работник Всероссийской федерации лёгкой атлетики[245].
- Розиваль, Агоштон (34) — венгерский автогонщик, последствия аварии на Moscow Raceway[246].
- Салахзаде, Алекпер (72) - азербайджанский поэт, переводчик, член Союза писателей Азербайджана, Заслуженный деятель искусств Азербайджана (2005)
- Уоллис, Кен (97) — американский лётчик, многократный рекордсмен мира по автожиру[247].
- Фабрис, Флоренция (38) — аргентинская оперная певица; инсульт[248].
- Чернаи, Паль (80) — венгерский футболист и тренер[249].
- Эйсагирре, Игнасио (92) — испанский футболист и тренер[250].
- Эрнст, Оле (73) — датский актёр («Эпидемия»)[251].